# Gertrud-Bäumer-Gymnasium
Das Gertrud-Bäumer-Gymnasium ist ein öffentliches Gymnasium in Remscheid (Alt-Remscheid), einer kreisfreien Großstadt in Nordrhein-Westfalen.

## Name
Die Schule ist benannt nach Gertrud Bäumer (1873–1954), einer Frauenrechtlerin, liberalen Politikerin (FVg, FVP, DDP, DStP, CSU), Publizistin und Schriftstellerin. Sie war von 1910 bis 1919 Vorsitzende des Bundes Deutscher Frauenvereine, von 1919 bis 1932 Mitglied des Reichstages und wurde 1920 als erste Frau in Deutschland Ministerialrat im Reichsministerium des Innern.
|audio=0 |video=0

## Fremdsprachen
Die zweite Fremdsprache neben Englisch beginnt für Französisch oder Latein im 7. Jahrgang und für Spanisch im 9. Jahrgang.

## Ehemalige Schüler
- Frank Dukowski (* 1967), Schauspieler und Autor
- Johannes Schnocks (* 1967), römisch-katholischer Theologe und Professor an der  Westfälischen Wilhelms-Universität Münster
- Gisela Szagun (* 1942), Psychologin und Professorin für Entwicklungspsychologie